# عمير (إسرائيل)
عمير ((بالعبرية: עָמִיר)، حرفياً حزمة) هو كيبوتس في شمالي إسرائيل. يقع في إصبع الجليل قرب كريات شمونة على أراضي خيام الوليد، ويندرج ضمن اختصاص مجلس الجليل الأعلى الإقليمي. كان عدد سكانه 550 في عام 2014. الكيبوتس يقوم على الضفة الشرقية لنهر الأردن في سهل الحولة، وفي الشمال الشرقي لديه إطلالات على جبل الشيخ الذي تغطيه الثلوج من الأعلى، ومن الغرب رمات نفتالي. مؤسسيها مهاجرون من ليتوانيا وبولندا، وانضم لهم في وقت لاحق مستوطنين ألمان ويوغوسلاف. في 15 يوليو 2006، أصاب صاروخ أطلق من لبنان الكيبوتس، مضرماً النار في المصنع، الذي يقع على بعد حوالي 400 متر من مساكن الكيبوتس. وكان الهجوم يوم السبت عندما تم إغلاق المصنع. بعد أربعة أيام، أصاب صاروخ سقيفة البقر، مما أسفر عن مقتل أربعة وعشرين من الأبقار الحلوب.